# Wind Music Awards 2009
La terza edizione dei Wind Music Awards è andata in onda in prima serata su Italia 1 l'8, il 15 e il 22 giugno 2009 dall'Arena di Verona.
Le tre puntate, registrate il 6 e il 7 giugno 2009, sono state condotte da Vanessa Incontrada.

## Esibizioni
- Tiziano Ferro - Indietro
- Laura Pausini - Primavera in anticipo
- Eros Ramazzotti - Parla con me
- Ligabue - Il centro del mondo
- Nek - Se non ami
- Raf - Ballo
- Biagio Antonacci - E' soffocamento e Coccinella
- Max Pezzali - Hanno ucciso l'uomo ragno
- Gianna Nannini - Maledetto ciao
- Giorgia -
- Marco Carta - La forza mia e Dentro ad ogni brivido
- Alessandra Amoroso  - Stupida e Immobile
- Valerio Scanu  - Sentimento e Dopo di me
- Karima - Come in ogni ora
- Noemi - Briciole
- Arisa - Sincerità
- Giusy Ferreri - Novembre e Non ti scordar mai di me
- Mango - Oro
- Sonohra - L'amore, Love Show e So la donna che sei
- dARI - Wale (tanto wale)
- Lost - Sulla mia pelle
- Antonello Venditti - Dalla pelle al cuore
- Pino Daniele - Anema e core
- Ornella Vanoni - Una ragione di più
- Filippo Perbellini - Disco Inferno
- Alessandra Amoroso, Valerio Scanu e Luca Napolitano - You've got a friend

## Artisti premiati
Sono stati premiati gli artisti che hanno venduto oltre 140 000 copie (Multiplatino) o 70 000 copie (Platino) dei loro album e i giovani artisti più promettenti.
- Gianna Nannini per GiannaBest
- Alessandra Amoroso per Stupida
- Biagio Antonacci per Il cielo ha una porta sola
- Laura Pausini per Primavera in anticipo
- Pino Daniele per Ricomincio da 30
- Elisa per Dancing
- Tiziano Ferro per Alla mia età
- Fiorella Mannoia per Il movimento del dare
- Karima per Amare le differenze
- Noemi per Noemi
- Giorgia per Spirito libero - Viaggi di voce 1992-2008
- Luciano Ligabue per Secondo tempo
- Eros Ramazzotti per e2
- Renato Zero per Zero Infinito
- Gianni Morandi per Ancora... grazie a tutti
- Claudio Baglioni per Buon viaggio della vita
- Arisa per Sincerità
- Giusy Ferreri per Gaetana

- Ornella Vanoni per Più di me
- Raf per Metamorfosi
- Sonohra per Liberi da sempre
- Giovanni Allevi per Evolution
- Marco Carta per La forza mia
- Gigi D'Alessio per Questo sono io
- Irene Grandi per Canzoni per Natale
- Mango per Acchiappanuvole
- Nek per Un'altra direzione
- Lenny Kravitz per It Is Time for a Love Revolution
- Paolo Nutini per Sunny Side Up
- Max Pezzali per Max Live 2008
- Antonello Venditti per Le donne
- Pooh per Beat ReGeneration
- Valerio Scanu per Sentimento
- Zucchero per Live in Italy

### Premio compilation platino
- Sanremo 2009
- Scialla

## Ascolti
| Puntata | Puntata        | Telespettatori | Share  |
| ------- | -------------- | -------------- | ------ |
| 1       | 8 giugno 2009  | 2.912.000      | 14,11% |
| 2       | 15 giugno 2009 | 2.716.000      | 13,36% |
| 3       | 22 giugno 2009 | 3.024.000      | 13,69% |
| Media   | Media          | 2.884.000      | 13,72% |